# Co tu kłopotu!
Co tu kłopotu! Komedia w czterech aktach, wierszem – czteroaktowa komedia Aleksandra Fredry
Komedia powstała w 1858, którą to datę zanotował sam Fredro na rękopisie. Tym samym jest to pierwsza komedia z drugiego okresu twórczości Fredry, przy której znana jest data wyraźnie podana przez autora. Autor dwukrotnie zmieniał tytuł sztuki: w autografie i planie wydawniczym z 1861 brzmiał on Żenić się – nie żenić?, zaś w kolejnym planie sprzed 1874 –  Trudny wybór. Dzięki zachowanym rękopisom można prześledzić, jak sztuka powstawała, np. jak zmieniały się imiona i nazwiska bohaterów. Po śmierci autora utwór został uznany przez komitet zajmujący się jego spuścizną za sztukę średniej jakości i przeznaczono ją do wystawienia w 1879. Prapremiera odbyła się 14 lutego 1879 we Lwowie, zaś w Krakowie sztukę wystawiono 28 maja 1879. Drukiem sztuka ukazała się w 1880 w tomie VI pośmiertnego wydania dzieł Fredry (s. 1–85). Komedia została też zrealizowana jako słuchowisko radiowe w 1977 w reż. Czesława Wołłejko.